# اسپایتس‌تاون
اسپایتس‌تاون (به لاتین: Speightstown) یک شهرک در باربادوس است که در پریش سنت پیتر واقع شده‌است.

## خصوصیات
اسپایتس‌تاون ۳٬۶۳۴ نفر جمعیت دارد و ۱۱ متر بالاتر از سطح دریا واقع شده‌است.